# Ikopa
De Ikopa is een rivier in Madagaskar. De rivier is 485 km lang en daardoor de op een-na-langste rivier van Madagaskar. De rivier mondt uit in de Betsiboka.
De rivier ontspringt in de heuvels ten zuidoosten van Antananarivo door het samenvoegen van 2 stroomversnellingen Varahine Noord- en Zuid en stroomt vervolgens in een noordoostelijke richting naar de Betsiboka die uiteindelijk in de Bombetoka Baai uitmondt. De rivier kent een stroomgebied van 18.550 km².
De rivier heeft diverse reservoirs die worden gebruikt om energie te produceren. Naar schatting levert dit 15.000.000 kWh per jaar op voor Madagaskar.

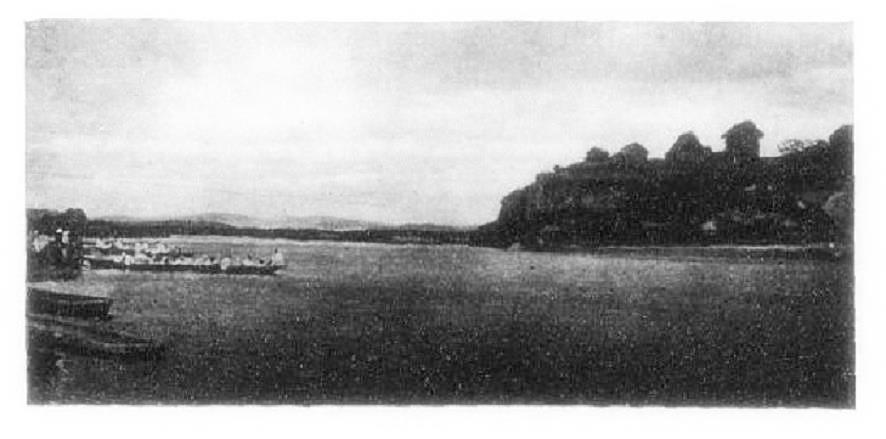
De Ikopa omstreeks 1900

- Virtual International Authority File: 315131497